# 朝倉一善
朝倉 一善（あさくら かずよし、1951年 - ）は、日本のノンフィクション作家。

## 略歴
長野県茅野市出身。長野県諏訪清陵高等学校卒業。「エネルギー情報」をキーワードに全国の寺社、古武道、飲泉などを取材。健康ジャーナリストとして、食・健康などのテーマで多くの雑誌にルポを掲載している。

## 著作リスト

### 単著
- 『医者もおどろく"奇跡"の温泉 - 温泉を飲んで健康を取り戻した300人の証言』 小学館 2000年
- 『医者がすすめる続！"奇跡"の温泉 - 飲泉療法で病から脱出した300人の体験談』 小学館 2001年
- 『クスリのいらない仏教健康法』 三笠書房 2001年
- 『奇跡のアトピー自然療法 - 専門医がすすめる脱ステロイドとリバウンドからの脱却』 実業之日本社 2002年
- 『宮本武蔵を歩く - 武蔵ゆかりの史跡・名所を旅する』 平和出版 2003年
- 『飲泉力』 主婦と生活社 2004年
- 『"奇跡"の温泉 - 医者も驚く飲泉力』 朝日新聞出版 2007年
- 『日本全国神仏修行入門 - 坐禅、写経から断食、水行まで！』 講談社 2008年
- 『ココロとカラダに効くお寺』 CCCメディアハウス 2010年
- 『四国八十八ヵ所の歩き方 - 自分を見つめ直す心の修行』 新人物往来社 2012年

### 共著
- 『水で健康になる！ - 体にいい水、悪い水』 松下和弘共著 実業之日本社 2002年
- 『心と体をキレイにする水の新常識』 松下和弘共著 実業之日本社 2005年

### 記事
- CiNii>朝倉一善